# The Fall: Last Days of Gaia
The Fall: Last Days of Gaia est un jeu vidéo de rôle sorti en 2004 sur PC. Le jeu a été développé par Silver Style Entertainment et édité par PointSoft.

## Synopsis
L'histoire se passe en 2083 dans un monde assommé par la chaleur où les ressources naturelles sont très convoitées. Vous incarnez un mercenaire au service du Gouvernement du Nouvel Ordre.